# Partit Popular de la Comunitat de Madrid
El Partit Popular de la Comunitat de Madrid (PPCM) és l'organització territorial del Partit Popular (PP) a la Comunitat de Madrid. Es va constituir el 1989 a partir del naixement del PP, hereu de Aliança Popular, amb seu central a la carrer Gènova de Madrid.

## Història
Va ser presidit per Esperanza Aguirre des de 2004, quan va rellevar Pío García-Escudero, fins a 2016 quan va presentar la seva dimissió. Aguirre va ser reelegida en dues ocasions, en els congressos de 2008 i 2012.
En el XVI Congrés regional, Cristina Cifuentes -la candidatura a la presidència de l'organització havia batut en una primera volta de votacions a la candidatura d'Luis Asúa - va ser proclamada presidenta amb el 93% dels vots dels afiliats, en un congrés que es va celebrar, per primera vegada sota la fórmula d'«un militant, un vot».
És la força política més votada a la Comunitat de Madrid, i té el poder regional des de 1995, primer amb Alberto Ruiz-Gallardón i posteriorment, a partir del 2003, amb Esperanza Aguirre. Des de setembre de 2012 a 2015 la presidència la va exercir Ignacio González, número dos del PP madrileny a les eleccions autonòmiques de 2011. La seva línia política, avançada en el seu discurs d'investidura, va ser continuista amb la de la seva predecessora.

## Presidents
Des de la seva fundació el 1989 (com refundació de Aliança Popular), el PP de la Comunitat de Madrid ha tingut els següents presidents:
- Luis Eduardo Cortés Muñoz (1989-1993)
- Pío García-Escudero (27 de novembre de 1993-27 de novembre de 2004)
- Esperanza Aguirre (27 de novembre de 2004-14 de febrer de 2016)
- Comissió Gestora (14 de febrer de 2016-18 de març de 2017) 
 Cristina Cifuentes (14 de febrer de 2016-14 de febrer de 2017) 
 Joan Carles Vera (14 de febrer de 2017-18 de març de 2017)
- Cristina Cifuentes (18 de març 2017-27 d'abril de 2018) 
 Àngel Garrido (interí: 27 d'abril de 2018-28 de maig de 2018)
- Pio García Escudero (des el 28 de maig del 2018)

Esperanza Aguirre ha estat la presidenta que més temps ha estat en el càrrec. El 14 de febrer de 2016 dimitia a causa de la investigació judicial oberta per finançament il·legal del partit a Madrid.

## Secretaris generals
- Desconegut (1989-1996)
- Ricardo Romero de Tejada (1996-2004)
- Francisco Granados (2004-23 de novembre de 2011)
- Ignacio González González (23 de novembre de 2011-14 de febrer de 2016)
- Juan Carlos Vera (14 de febrer de 2016-18 de març de 2017)
- Àngel Garrido (18 de març de 2017-28 de maig de 2018)
- Juan Carlos Vera (des el 28 de maig del 2018)

## Resultats electorals

### Assemblea de Madrid
| Any       | Líder                  | Vots      | %          | Escons   | +/– | Govern      |
| --------- | ---------------------- | --------- | ---------- | -------- | --- | ----------- |
| 1983      | Luís Guillermo Perinat | 798 853   | 34,13 (#2) | 34 / 94  | Nou | Oposició    |
| 1987      | Alberto Ruiz-Gallardón | 762 102   | 31,96 (#2) | 32 / 96  | 2   | Oposició    |
| 1991      | Alberto Ruiz-Gallardón | 956,865   | 42.67 (#1) | 47 / 101 | 15  | Oposició    |
| 1995      | Alberto Ruiz-Gallardón | 1,476,442 | 50.98 (#1) | 54 / 103 | 7   | Majoria     |
| 1999      | Alberto Ruiz-Gallardón | 1,324,596 | 51.07 (#1) | 55 / 102 | 1   | Majoria     |
| 2003 (I)  | Esperanza Aguirre      | 1,429,890 | 46.67 (#1) | 55 / 111 | =   | Anticipades |
| 2003 (II) | Esperanza Aguirre      | 1,346,588 | 48.48 (#1) | 57 / 111 | 2   | Majoria     |
| 2007      | Esperanza Aguirre      | 1,592,162 | 53.29 (#1) | 67 / 120 | 10  | Majoria     |
| 2011      | Esperanza Aguirre      | 1,548,306 | 51.73 (#1) | 72 / 129 | 5   | Majoria     |
| 2015      | Cristina Cifuentes     | 1,050,256 | 33.08 (#1) | 48 / 129 | 24  | Minoria     |
| 2019      | Isabel Díaz Ayuso      | 719,852   | 22.23 (#2) | 30 / 132 | 18  | Coalició    |
| 2021      | Isabel Díaz Ayuso      | 1,631,608 | 44.76 (#1) | 65 / 136 | 35  | Minoria     |
| 2023      | Isabel Díaz Ayuso      | 1,599,186 | 47.32 (#1) | 70 / 135 | 5   | Majoria     |

### Corts Generals
| Any       | Congrés   | Congrés    | Congrés  | Congrés | Senat    | Senat |
| Any       | Vots      | %          | Diputats | +/–     | Senadors | +/–   |
| --------- | --------- | ---------- | -------- | ------- | -------- | ----- |
| 1977      | 242 077   | 10,48 (#4) | 3 / 32   | Nou     | 0 / 4    | Nou   |
| 1979      | 198 345   | 8,6 (#4)   | 3 / 32   | =       | 0 / 4    | =     |
| 1982      | 891 372   | 32,26 (#2) | 11 / 32  | 8       | 1 / 4    | 1     |
| 1986      | 826 206   | 31,97 (#2) | 11 / 33  | =       | 1 / 4    | =     |
| 1989      | 919,357   | 34.22 (#1) | 12 / 33  | 1       | 3 / 4    | 2     |
| 1993      | 1,373,042 | 43.92 (#1) | 16 / 34  | 4       | 3 / 4    | =     |
| 1996      | 1,642,489 | 49.29 (#1) | 17 / 34  | 1       | 3 / 4    | =     |
| 2000      | 1,625,831 | 52.52 (#1) | 19 / 34  | 2       | 3 / 4    | =     |
| 2004      | 1,576,636 | 45.02 (#1) | 17 / 35  | 2       | 3 / 4    | =     |
| 2008      | 1,737,688 | 49.19 (#1) | 18 / 35  | 1       | 3 / 4    | =     |
| 2011      | 1,719,709 | 50.97 (#1) | 19 / 36  | 1       | 3 / 4    | =     |
| 2015      | 1,210,219 | 33.44 (#1) | 13 / 36  | 6       | 3 / 4    | =     |
| 2016      | 1,325,665 | 38.25 (#1) | 15 / 36  | 2       | 3 / 4    | =     |
| 2019 (I)  | 705,119   | 18.64 (#3) | 7 / 37   | 8       | 1 / 4    | 2     |
| 2019 (II) | 887,474   | 24.91 (#2) | 10 / 37  | 3       | 2 / 4    | 1     |
| 2023      | 1,463,183 | 40.55 (#1) | 16 / 37  | 6       | 3 / 4    | 1     |

### Parlament Europeu
| Any  | Vots      | %     | Pos. |
| ---- | --------- | ----- | ---- |
| 1989 | 593,239   | 27.98 | 2n   |
| 1994 | 1,209,999 | 50.27 | 1r   |
| 1999 | 1,278,583 | 49.34 | 1r   |
| 2004 | 1,088,712 | 49.54 | 1r   |
| 2009 | 1,112,670 | 48.58 | 1r   |
| 2014 | 665,244   | 29.98 | 1r   |
| 2019 | 715,871   | 22.15 | 2n   |
| 2024 | 1.131.527 | 40,96 | 1r   |